# Stânca (gmina George Enescu)
Stânca – wieś w Rumunii, w okręgu Botoszany, w gminie George Enescu. W 2011 roku liczyła 391 mieszkańców.